# Mer de Banda
Pour les articles homonymes, voir Banda.
La mer de Banda borde le Sud de l'archipel des Moluques en Indonésie. Elle fait géographiquement partie de l'Insulinde et est, comme toutes les mers de cet ensemble, distincte de l'océan Pacifique dont elle est séparée par les mers de Halmahera et de Seram. Elle s'étend sur 1 360 km d'ouest en est et 821 km dans sa plus grande largeur (nord-sud). Une distance de 505 km sépare la côte méridionale de Buru de la côte nord de Timor.
Parmi les îles qui bordent la mer de Banda, on trouve notamment Célèbes à l'ouest, Buru, Ambon et Céram au nord, l'île Kei Besar à l'est, les îles Yamdena, Selaru et Leti au sud-est, enfin Timor au sud. Les îles Babar et Masela ainsi que l'archipel Barat Daya  sont entièrement compris dans cette mer.
Cette mer porte le nom des îles Banda, situées au sud de Ceram.
Située au carrefour de trois plaques tectoniques majeures, Asie, Pacifique et Australie, la mer de Banda est une région sismique très active. Le séisme du 1er février 1938 a atteint une magnitude de 8,5.

## Géographie
L'Organisation hydrographique internationale définit les limites de la mer de Banda de la façon suivante :
- Au nord : De la pointe septentrionale de pulau Nuhuyut jusqu'à la pointe méridionale de pulau Teor (4° 47′ 15″ S, 131° 44′ 25″ E), ensuite  à travers l’archipel Watubela et les îles Gorong jusqu’à l’extrémité sud-est de Céram (3° 52′ 17″ S, 130° 50′ 53″ E), le long de ses rivages septentrionaux jusqu’au tanjung Tandurubesar (2° 51′ 49″ S, 128° 09′ 48″ E), sa pointe nord-ouest, de là une ligne jusqu’au tanjung Baturuhan (3° 03′ 22″ S, 126° 42′ 41″ E), l’extrémité septentrionale de Buru et le long de la côte jusqu’au tanjung Palpetu (3° 06′ 42″ S, 126° 05′ 39″ E), la pointe nord-ouest de l’île. De là une ligne depuis le tanjung Palpetu jusqu’au tanjung Waka (2° 28′ 37″ S, 126° 02′ 54″ E), la pointe méridionale de pulau Sanana, puis à travers cette île jusqu’à sa pointe septentrionale, de là une traversée du  détroit de Mangoli jusqu’au tanjung Batu, sur la côte méridionale de pulau Mangole (îles Sula) (1° 56′ 21″ S, 125° 55′ 04″ E), ensuite le long des côtes septentrionales des îles Sula jusqu'au tanjung Marikasu (1° 39′ 33″ S, 124° 24′ 02″ E), leur extrémité occidentale, de là une ligne jusqu'à la pointe sud-est de pulau Banggai (1° 42′ 51″ S, 123° 35′ 53″ E), puis le long des côtes est des îles Banggai et Peling jusqu'à pulau Bakalanpauno, de là une ligne jusqu'au tanjung Botok (1° 03′ 00″ S, 123° 19′ 17″ E), à Célèbes.
- À l'est : Depuis le tanjung Borang (5° 16′ 20″ S, 133° 09′ 13″ E), la pointe septentrionale de pulau Nuhuyut à travers cette île jusqu’à sa pointe méridionale, de là une ligne jusqu’à la pointe nord-est de pulau Fordate (6° 59′ 14″ S, 132° 00′ 26″ E), ensuite à travers cette île et une traversée  jusqu’à la pointe nord-est  de pulau Larat, Tanimbar Islands (7° 06′ 10″ S, 131° 54′ 55″ E), le long de la côte est de pulau Yamdena jusqu’à sa pointe sud (tanjung Jasi) (7° 59′ 46″ S, 131° 06′ 24″ E), de là à travers pulau Anggarmasa jusqu’à la pointe nord de pulau Selaru et à travers cette île jusqu’au tanjung Arousu, sa pointe méridionale (8° 20′ 16″ S, 130° 45′ 21″ E).
- Au sud : Une ligne depuis le tanjung Arousu, à travers pulau Sermata jusqu’au tanjung Nyadora, la pointe sud-est de pulau Lakor (8° 16′ 15″ S, 128° 14′ 03,67″ E),  le long des côtes sud des îles Lakor, Moa et Leti jusqu’au tanjung Tut Pateh (8° 12′ 57″ S, 127° 36′ 04″ E), la pointe ouest de Leti, de là une ligne jusqu’au tanjung Cutcha (8° 23′ 28″ S, 127° 17′ 43″ E), l’extrémité orientale de Timor et le long de la côte nord  jusqu’à la longitude 125° Est.
- À l'ouest : Depuis un point de la côte nord de Timor de longitude 125° Est, sur ce méridien jusqu’à Alor, le long de ses côtes nord et de celles de Pantar, Kawula et Adonara, de là une traversée de l’extrémité septentrionale du détroit de Flores jusqu’à l’extrémité orientale de Flores (8° 18′ 27″ S, 123° 01′ 15″ E), de là la côte est de l'île jusqu'au tanjung Kopongdei (8° 03′ 48″ S, 122° 51′ 58″ E), sa pointe septentrionale, de là une ligne jusqu’à pulau Kalaotoa (7° 22′ 17″ S, 121° 50′ 22″ E) et à travers les îles de Bonerate, Kalao, Tanahjampea, jusqu'à la pointe sud de pulau Selayar (6° 29′ 54″ S, 120° 29′ 00″ E), puis à travers cette île et en traversant le détroit jusqu’à l'ujung Bira (5° 37′ 21″ S, 120° 28′ 20″ E), Célèbes, de là le long de la limite sud du golfe de Bone (Teluk Bone) et le long de la côte est de Célèbes jusqu’au tanjung Botok (1° 03′ 00″ S, 123° 19′ 17″ E).